# Киселёво (Тверь)
Киселёво — деревня, вошедшая в 1977 году в черту города Тверь. Располагается в северной части города на территории Заволжского района, на правом берегу реки Тверца, севернее устья ручья Соминка.

## История
Деревня Киселёво Краснознаменского сельсовета включена в состав города Калинина в 1977 году.

## Инфраструктура
Дома бывшей деревни числятся по улице Киселёвской.

## Транспорт
Автобусное сообщение.